# Las cartas del gordo
Las cartas del gordo es una película colombiana dirigida por Dago García y Juan Carlos Vásquez estrenada el 25 de diciembre de 2006. Relata la historia de una amistad inquebrantable de un peluquero y un exfutbolista.

## Argumento
El Gordo Carlos Julio Martínez (Rivera) y el flaco Alfredo Rangel (Quique Mendoza) han sido amigos de toda la vida pero esta los separa dándoles rumbos distintos; el gordo se dedica a su tradición familiar de peluquero y el flaco es un gran futbolista. Sin embargo, en una desagradable circunstancia cambiará de nuevo el rumbo haciéndolos unir otra vez y solo la amistad incondicional del gordo arrancara al flaco de las garras de la autodestrucción y le irán enseñando que siendo una persona del común, la existencia puede ser un pedazo de tiempo que vale la pena vivir.